# Mir Hidayət bəy Seyidov

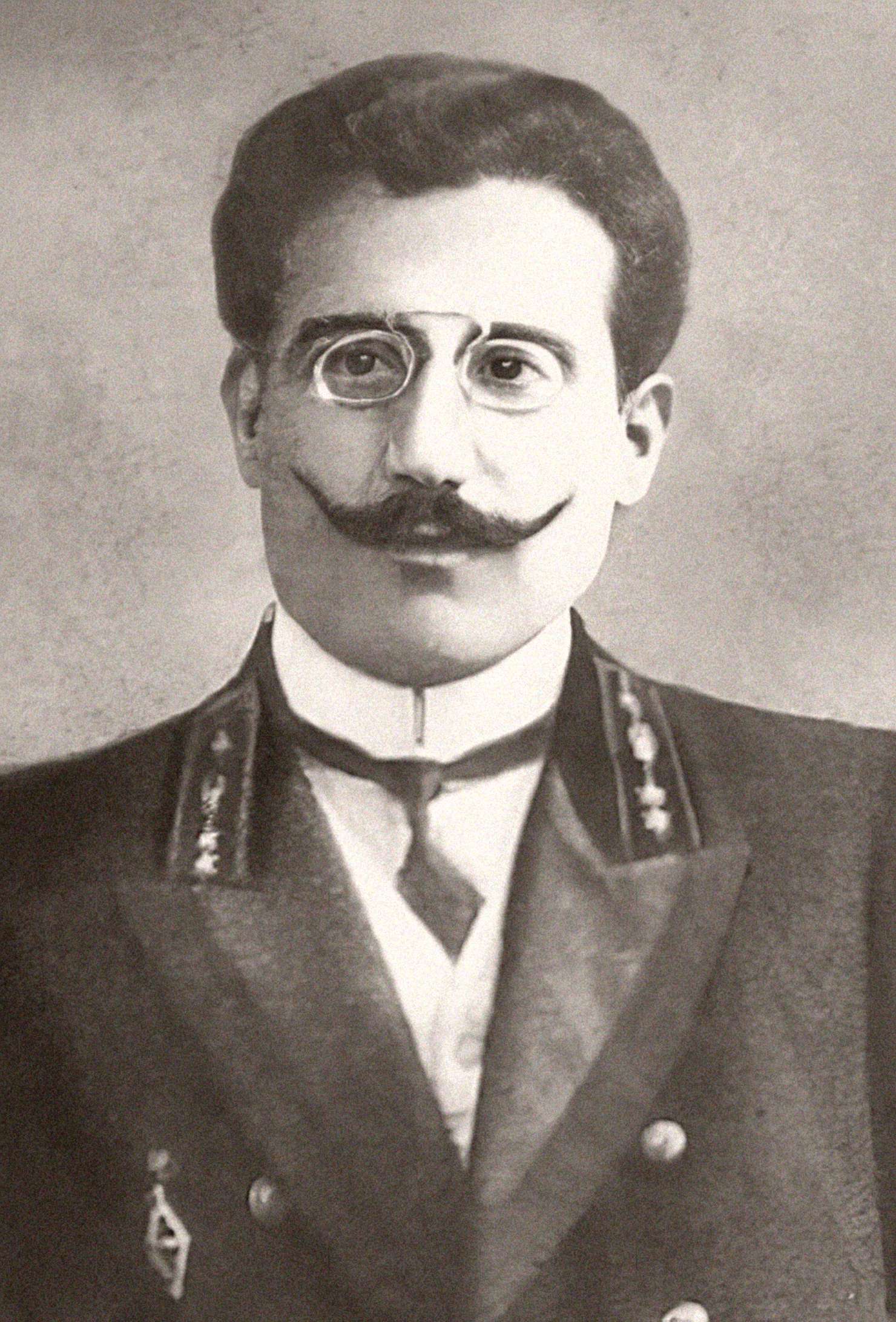
Mir Hidayət bəy Seyidov

Mir Hidayət bəy Seyidov (* 1887 in Gəncə; † 23. Februar 1919 in Ordubad) war ein aserbaidschanischer Politiker, Mitglied der Allrussischen Verfassunggebenden Versammlung und stellvertretender Vorsitzender des Nationalrats der Demokratischen Republik Aserbaidschan.
Er war Vorsitzender des muslimischen Nationalrats der Gouvernements Irewan und Naxçıvan.

## Leben
Mir Hidayat bey Mir Adil oglu wurde 1887 in Gəncə geboren. Nach seinem Abschluss am Ganja-Gymnasium im Jahr 1906 trat er in die Kasaner Universität ein und begann dort ein Jurastudium. 1907 wurde er jedoch verhaftet und von der Universität verwiesen, weil ihm vorgeworfen wurde, Mitglied der revolutionären Gruppe Eser zu sein.  Er wurde freigelassen, nachdem er dreimal Amnestie beantragt hatte. Dann kehrte er nach Aserbaidschan zurück.
Nachdem die Russen 1914 Erzurum besetzt hatten, organisierte Mir Hidayat Bey Seyidov das aserbaidschanische Volk und schickte mehrere Jahre lang Hilfe zur Verteidigung von Erzurum.
Er wurde Vorsitzender des muslimischen Nationalrats von Irevan und die Gouvernements Nachitschewan. Später ging er nach Tiflis und wurde Mitglied der muslimischen Fraktion im Transkaukasischen Sejm.
Er war stellvertretender Vorsitzender des am 27. Mai 1918 gegründeten Nationalrats der Demokratischen Republik Aserbaidschan. Er vertrat die Musavat-Partei im Parlament der Republik Aserbaidschan.  Er ist eines der drei Ratsmitglieder, die gegen die Entscheidung gestimmt haben, Eriwan an Armenien zu übertragen.
Ab 1918 kehrte er hierher zurück, um einen Angriff der Daschnaks auf Nachitschewan zu verhindern, und beteiligte sich an der Verteidigung von Ordubad, wobei er den Vorsitz im Nationalen Verteidigungsrat von Ordubad innehatte.
Er starb am 23. Februar 1919 in Ordubad. Es gibt keine Informationen über die Umstände und wie er starb. Auf der 20. Sitzung des Parlaments der Demokratischen Republik Aserbaidschan am 6. März 1919 wurden Informationen über seinen Tod bekannt gegeben.

## Familie
Mir Hidayat Bey Seyidovs Vater, Mir Adil Bey, war der Enkel von Qudsi Vanandi. Mir Adil Beys Vater Haji Mir Agha Bey ist der zweite Sohn von Qudsi Vanandi.
Mir Hidayat Bey begann ein Familienleben mit Shavket Khanim Kazymbeyova.
Seine Tochter Dilara Seyidova wurde Architektin.
Sein Sohn Adil Seyidov arbeitete am Institut für Geologie der Aserbaidschanischen Nationalen Akademie der Wissenschaften. Er lehrte an der Aserbaidschanischen Staatsuniversität. Er starb 1999.